# ヒラセガメ
ヒラセガメ（学名：Cuora mouhotii）は、イシガメ科ハコガメ属に分類されるカメ。

## 分布
- C. m. mouhotii　ムオヒラセガメ

インド北西部、タイ北部、中華人民共和国（雲南省、海南省、広東省、湖南省、広西チワン族自治区）、ベトナム北部、ミャンマー北部、ラオス北部
- C. m. obsti　オプストヒラセガメ

ベトナム中部

## 形態
最大甲長20.2センチメートル。背甲は上から見るとやや細長い。椎甲板と肋甲板に筋状の盛り上がり（キール）がある。背甲の中央部（左右の肋甲板のキールの間）は平坦。縁甲板外縁は鋸状に尖り、特に後部縁甲板で顕著。背甲の色彩は褐色や赤褐色、黄褐色、暗褐色で、キールの周辺や甲板の継ぎ目、外縁が暗色がかる個体もいる。
腹甲はやや大型。左右の喉甲板の間に浅く幅広い切れ込み、左右の肛甲板の間には深く狭い切れ込みが入る。蝶番は発達するが、蝶番より後部の腹甲（後葉）を折り曲げても背甲との間に隙間ができる。腹甲の色彩は黄色や淡褐色で、甲板ごとに暗色斑が入るが個体変異が大きい。
頭部はやや大型。吻端は突出せず、吻端は鉤状に尖る。頭部の色彩は褐色で、虫食い状の暗色斑が入る個体が多い。側頭部に明色の斑点、細い縦縞や黒く縁取られた黄色く太い縦縞が入る個体もいる。四肢を覆う鱗は発達し、前肢背面は丸みを帯びた大型鱗で覆われる。指趾の間に水かきが発達しない。後肢と尾基部の間には短い棘状鱗が並ぶ。尾は長い。四肢や尾の色彩は灰色や暗褐色、黒。
卵は長径4-5.6センチメートル、短径2.5-2.7センチメートル。孵化直後の幼体は甲長3.5-3.9センチメートル。幼体は蝶番があまり発達しない。
オスは腹甲後部がわずかに凹むことがあり、また虹彩が赤や赤褐色の個体が多い。幼体やメスの成体は虹彩が黄褐色。
- C. m. mouhotii　ムオヒラセガメ

背甲は角張り、中央部より後部で最も幅広い。腹甲の甲板を縁取るように暗色斑が入る。
- C. m. obsti　オプストヒラセガメ

背甲は丸みを帯び、中央部で最も幅広い。腹甲に放射状の暗色斑が入る。

## 分類
幼体の蝶番が発達しないことからマルガメ属、頭骨の形態からヤマガメ属、本種のみでヒラセガメ属Pyxideaに分類されたことがあるが、分子系統学的解析からハコガメ属と単系統群を形成すると推定されハコガメ属に含める説が有力。
本種とモエギハコガメの種間雑種が、誤ってモエギハコガメの亜種ノコヘリモエギハコガメCuora galbinifrons serrataとして記載されたこともある（ノコヘリモエギハコガメの学名は抹消された）。
- Cuora mouhotii mouhotii　(Gray, 1862)　ムオヒラセガメ　Mouhot's keeled box turtle
- Cuora mouhotii obsti　Fritz, Andreas & Lehr, 1998　オプストヒラセガメ　Obst's keeled box turtle

## 生態
丘陵などにある常緑広葉樹林や落葉広葉樹林に生息し、湿度が高い河川の周辺などを好む。陸棲で、野生下では水に入る事はまれ。
食性は雑食で、飼育下では昆虫、ミミズ、果物などを食べた例がある。
繁殖形態は卵生。飼育下では6-9月に1回に1-5個の卵を産んだ例がある。卵は28℃の環境下で97-108日で孵化した例がある。

## 人間との関係
種小名mouhotiiはHenri Mouhot、亜種オプストセラセガメの亜種小名obstiはFritz Jurgen Obstへの献名。
生息地では食用とされることもあり、腹甲は薬用になると信じられている。
開発による生息地の破壊や、食用や薬用の乱獲などにより生息数は激減している。2002年にワシントン条約附属書IIに掲載された。
ペットとして飼育されることもあり、日本にも輸入されている。流通量は少ない。以前は輸送状態が悪く甲羅の潰瘍を患ったり寄生虫によって状態を崩していたり、低温にも高温にも弱いことから飼育の難しい種とされていた。飼育下では配合飼料に餌付く個体もいるが餌の好みが個体によって大きく異なり、偏食する個体もいる。動く獲物を捕らえることも苦手なため、昆虫などを与える際には殺してから与える。